# Fortis (entreprise)
Pour les articles homonymes, voir Fortis.
Fortis est une compagnie canadienne basée à Saint-Jean, Terre-Neuve-et-Labrador, qui est principalement dans le secteur de l'électricité, et celui du gaz naturel depuis 2003. Ses activités se déroulent principalement au Canada et dans les Caraïbes.

## Histoire
En décembre 2013, Fortis acquiert UNS Energy pour 2,5 milliards de dollars, en plus de la prise en compte de sa dette de 1,8 milliard de dollars.
En février 2016, Fortis annonce l'acquisition de ITC Holdings Corp, une entreprise américaine de distribution d'électricité, pour 6,9 milliards de dollars.

## Activités
En 2011, Fortis possède ces filiales :
- Newfoundland Power, qui dessert 85 % de la population de Terre-Neuve et Labrador
- Maritime Electric, qui dessert 90 % de la population de l'Île-du-Prince-Édouard
- Fortis Ontario, une société de portefeuille pour Canadian Niagara Power and Cornwall Electric
- Fortis Alberta, une société de portefeuille achetée d'Aquila, Inc
- FortisBC, une filiale en Colombie-Britannique
- Belize Electricity Limited, une filiale au Belize
- Caribbean Utilities, une filiale aux Îles Caïmans
- Terasen Gas, une filiale desservant 95 % des consommateurs de gaz naturel en Colombie-Britannique

## Principaux actionnaires
Au 26 février 2020:
| BMO Asset Management         | 4,01% |
| RBC Dominion Securities (IM) | 3,39% |
| The Vanguard Group           | 2,74% |
| Fidelity (Canada)            | 2,50% |
| Zimmer Partners              | 2,14% |
| CIBC World Markets           | 1,89% |
| TD Asset Management          | 1,71% |
| I. G. Investment Management  | 1,71% |
| Morgan Stanley Canada        | 1,60% |
| 1832 Asset Management        | 1,48% |